# Aqqaluaq B. Egede
Aqqaluaq Biilmann Egede [ˈɑqːaluˌɑq ˈbiːlman ˈeːəðə] (* 7. Februar 1981 in Narsaq) ist ein grönländischer Politiker (Inuit Ataqatigiit).

## Leben
Aqqaluaq B. Egede ist der Sohn von Bjarne Egede und Johanna Biilmann. Über seinen Vater ist er ein Enkel von Carl Egede (1924–1959) und über seine Mutter ein Enkel von Martha Biilmann (1921–2008). Mit seiner Frau Naja Lund hat er drei Töchter und zwei Enkelkinder. Er schloss 2005 eine Ausbildung als Zimmerer ab.
Aqqaluaq B. Egede kandidierte erstmals 2005 bei der Kommunalwahl und wurde mit den zweitmeisten Stimmen aller Kandidaten in den Rat der Gemeinde Narsaq gewählt. Im selben Jahr kandidierte er bei der Parlamentswahl und erreichte den zweiten Nachrückerplatz der Inuit Ataqatigiit. Von dort aus wurde er 2007 und 2008 mehrfach ins Inatsisartut berufen. Bei der Kommunalwahl 2008 kandidierte er für den Rat der neuen Kommune Kujalleq und erhielt wieder die zweitmeisten Stimmen aller Kandidaten. Bei der Parlamentswahl 2009 wurde er erstmals direkt ins Inatsisartut gewählt. Bei der Wahl 2013 wurde er wiedergewählt. Bei der Kommunalwahl im selben Jahr trat er nicht mehr an.
Bei der Parlamentswahl 2014 wurde er zum dritten Mal in Folge direkt gewählt, diesmal mit dem zweitbesten Parteiergebnis. Am 27. Oktober 2016 wurde er zum Finanzminister im Kabinett Kielsen II ernannt, was er bis zum Ende der Legislaturperiode blieb. Im Januar 2018 beendete er seine Parlamentsbeurlaubung und nahm ein Doppelmandat an, um die ausgeschiedene Iddimanngiiu Bianco zu ersetzen. Bei der Wahl 2018 erreichte er erneut das zweitbeste Ergebnis seiner Partei.
2021 konnte er mit 1287 Stimmen sein bisher bestes Wahlergebnis erreichen. Nach der Wahl wurde er zum Minister für Fischerei und Jagd im Kabinett Egede I ernannt. Im April 2022 wurde er beim Regierungswechsel zum Minister für Rohstoffe und Justiz im Kabinett Egede II ernannt. Im Juni 2023 gab er seine Ressorts an Naaja H. Nathanielsen ab und übernahm stattdessen die Ressorts Bildung, Kultur, Sport, Kirche, Kinder, Jugendliche und Familie von Peter Olsen und Mimi Karlsen. Das Ressort Familie gab er im September 2023 an Jess Svane ab.
Bei der Parlamentswahl 2025 wurde er wiedergewählt und anschließend zum Minister für Wohnungswesen und Infrastruktur im Kabinett Nielsen ernannt. Bei der Kommunalwahl 2025 erzielte er den ersten Nachrückerplatz in der Kommuneqarfik Sermersooq.